# Katori (Chiba)
Katori (Japans: 香取市, Katori-shi) is een stad in de prefectuur Chiba, Japan. In 2013 telde de stad 79.485 inwoners.

## Geschiedenis
Op 27 maart 2006 ontstond Katori als stad (shi). Dit gebeurde na het samenvoegen de stad Sawara met de gemeenten Kurimoto (栗源町), Omigawa (小見川町) en Yamada (山田町).
Steden:
Abiko · Asahi · Chiba (hoofdstad) · Choshi · Funabashi · Futtsu · Ichihara · Ichikawa · Inzai · Isumi · Kamagaya · Kamogawa · Kashiwa · Katori · Katsuura · Kimitsu · Kisarazu · Matsudo · Minamiboso · Mobara · Nagareyama · Narashino · Narita · Noda · Oamishirasato · Sakura · Sanmu · Shiroi · Sodegaura · Sosa · Tateyama · Tomisato · Togane · Urayasu · Yachimata · Yachiyo · Yotsukaido

Districten:
Awa · Chosei · Inba · Isumi · Katori · Sanbu
Gemeenten per district